# Campese Maʻafu
Campese Maʻafu (ur. 19 grudnia 1984 w Sydney) – fidżyjski rugbysta grający na pozycji filara młyna, reprezentant kraju.

## Kariera klubowa
Związany był z występującym w rozgrywkach Shute Shield klubem West Harbour, podobnie jak bracia, Salesi i Apakuki, z którymi wspólnie na boisku występował w 2009 roku. W 2011 roku bronił barw Eastern Suburbs, zaś rok później powrócił do West Harbour.
Włodarze Cardiff Blues przyjrzeli mu się w trakcie Pucharu Świata 2011, toteż przed sezonem 2012/2013 trafił do tego zespołu, gdy zwolniło się miejsce po odejściu Gethina Jenkinsa, i już w debiucie zdobył przyłożenie przeciwko Benettonowi Treviso. Na poziomie klubowym w tym czasie reprezentował Cardiff RFC.
W maju 2013 podpisał kontrakt z Nottingham R.F.C. występującym w RFU Championship podkreślając odpowiadający mu siłowy charakter gry w tej lidze. Przedłużył go następnie o rok, a w marcu 2015 roku ogłosił przejście od nowego sezonu do Pays d'Aix RC.

## Kariera reprezentacyjna
Reprezentował stan w zespole U-18.
Kwalifikował się do występów w barwach trzech państw – Australii, ze względu na miejsce urodzenia, oraz Fidżi i Tonga, skąd pochodzili jego rodzice. Nie dostawszy propozycji od australijskich selekcjonerów zdecydował się na reprezentowanie Fidżi. Zadebiutował w spotkaniu z Australią, dodatkowo przeciwko swojemu bratu Salesi, dla którego był to również pierwszy mecz w reprezentacji. Zostali oni czwartą parą braci w historii, która stanęła naprzeciw siebie w oficjalnym meczu międzynarodowym, a jednocześnie pierwszą, gdy obaj gracze zaliczali swój debiut.
Trzykrotnie z kadrą Fidżi wziął udział w Pucharze Narodów Pacyfiku: w edycjach 2010 (w meczu z Tonga zdobywając przyłożenie), 2011, 2013 i 2014.
Wraz z Fiji Warriors zwyciężył w Pacific Rugby Cup 2011. Znalazł się następnie w szerokiej kadrze przygotowującej się do Pucharu Świata 2011, pozostał również w okrojonym do trzydziestu zawodników oficjalnym składzie na ten turniej. Zagrał w nim we wszystkich czterech spotkaniach, zespół zaś z jednym zwycięstwem zakończył udział na fazie grupowej.
Uczestniczył w tournée Fidżyjczyków na północną półkulę w latach 2010, 2013 i 2014, w 2012 roku znajdował się zaś na liście ewentualnych rezerwowych.

## Varia
- Urodziwszy się w trakcie tournée Wallabies zakończonego zdobyciem jedynego Wielkiego Szlema, otrzymał imię na cześć legendy tego zespołu, Davida Campese[42].
- Matka, Bulou Adi Kauata Arieta Nacagilevu Ma’afu, pochodzi z Tavuki na Kadavu, ojciec zaś, George Ma’afu, z Tonga, które reprezentował w rugby[24][43][44].
- Jego dwaj bracia również grają w rugby union, także na poziomie reprezentacyjnym – Salesi dla Australii, zaś Apakuki dla Tonga[11][44].
- Ich kuzynem jest inny reprezentant Australii, Tatafu Polota-Nau, matka Maʻafu i ojciec Polota-Nau są bowiem rodzeństwem[45].
- Uczęszczał do Ashfield Boys High[24].